# Shellac
Gli Shellac (anche Shellac of North America) sono un gruppo noise rock/post hardcore statunitense costituitosi a Chicago nel 1992 e formato dal chitarrista e produttore Steve Albini, il batterista Todd Trainer e il bassista Bob Weston che si autodefinivano un trio rock minimalista.

## Storia del gruppo
Gli Shellac (il nome si traduce in "gommalacca") sono il terzo progetto musicale di Steve Albini, dopo i Big Black e i Rapeman. Nascono nel 1992 dalla collaborazione tra Albini e il batterista Todd Trainer, ai quali successivamente si aggregherà il bassista Bob Weston, già membro dei Volcano Suns, band alternative rock di Boston nata da una costola dei Mission Of Burma.
Concepiti come un progetto di reale alternativa all'industria discografica, gli Shellac si muovono secondo dinamiche di totale autogestione (in qualche modo, da questo punto di vista ed a queste dimensioni, accostabili all'esempio dei Fugazi): questo all'atto pratico significa l'autogestione della sfera promozionale, la relativa refrattarietà ai normali tempi di produzione discografica, la personale gestione dell'attività dal vivo (la quale si contraddistingue comunque per la relativa infrequenza: conseguenza del fatto che il progetto Shellac viene subordinato agli impegni produttivi e lavorativi dei singoli membri, quasi come un hobby) e soprattutto la riscoperta dell'LP in vinile (la gommalacca evocata dal loro nome è difatti anche un riferimento al materiale con cui da sempre i vinili sono costruiti) come principale mezzo di diffusione della musica del gruppo (ogni disco degli Shellac è edito in vinile a 180 grammi di alta qualità come prima stampa e solo in seguito diffuso in formato CD).
Il discorso strettamente musicale degli Shellac origina dalle precedenti esperienze di Steve Albini, ma se con i Big Black teorizzava in qualche modo un'estetica lo-fi sui generis unita alla reinterpretazione della musica industriale, e con i Rapeman si spostava nei territori del post-punk, con gli Shellac si orienta su un discorso molto più legato al nascente concetto di post-rock e math rock, in cui la furia rumorista degli esordi viene rielaborata da un approccio quasi "algebrico" tanto alla composizione quanto all'esecuzione.
Il sound degli Shellac è accostabile a quello di band come Jesus Lizard (concittadini e collaboratori storici di Albini), Don Caballero e i primi Helmet (da cui viene però eliminata una buona parte della velocità e della dinamica, così come qualsiasi riferimento al rock classico) ed è considerato uno dei più rappresentativi del "Chicago Sound" promosso dalla storica etichetta Touch and Go Records.

## Formazione
- Steve Albini – chitarra, voce (1994 - 2024)
- Bob Weston – basso
- Todd Stanford Trainer – batteria

## Discografia

### Album in studio
- 1994 – At Action Park
- 1997 – The Futurist
- 1998 – Terraform
- 2000 – 1000 Hurts
- 2007 – Excellent Italian Greyhound
- 2014 – Dude Incredible
- 2024 - To All Trains

### EP
- 1993 – The Rude Gesture: A Pictorial History
- 1993 – Uranus
- 1994 – The Bird is the Most Popular Finger
- 1995 – Billiardspielerlied
- 1997 – The Soul Sound Single
- 2001 – Agostino

### Singoli
- 1995 – 95 Jailbreak